# Canon EOS 5D
Canon EOS 5D är en digital systemkamera från Canon. 5D är en fullformatkamera och är populär bland fotografer som vill ha en småbildskamera med hög upplösning. 
Kameran har ingen föregångare och det dröjde nära tre år innan 5D fick konkurrens av en annan småbildskamera i samma prisklass, Nikon D700. 17 september 2008 lanserade Canon uppföljaren till EOS 5D: 5D Mark II. 